# Вјазма
Вјазма (рус. Вязьма) град је у европском делу Руске Федерације и административни центар Вјаземског рејона смештеног у источном делу Смоленске области.
Према процени националне статистичке службе, у граду је 2014. живело 54.754 становника.
Одлуком председника Руске Федерације Дмитрија Медведева од 27. априла 2009. град Вјазма је одликован звањем Града славне војничке прошлости (рус. Город воинской славы) због великих заслуга његових становника у отаџбинским ратовима. Дан града слави се на Духове.

## Географија
Град лежи на обалама реке Вјазме на највишем делу Смоленског побрђа, Вјаземском побрђу, на месту где река Вјазма мења свој правац тока и скреће из правца југа ка северозападу. Налази се на око 165 км североисточно од административног центра области, града Смоленска, и на око 210 км западно од главног града земље Москве.
Вјазма је важна железничка станица на линијама Москва—Смоленск и Торжок—Брјанск. Кроз град пролази Стари смоленски пут који је Москву повезивао са Минском и даље са Варшавом.

## Историја
У писаним изворима Вјазма се први пут помиње 1239. године као насеље које је под управу добио син тадашњег смоленског књаза Владимира Рјуриковича Андреј. У то време насеље је било у саставу независне Смоленске кнежевине. Године 1403. готово целокупна смоленска земља, па тако и Вјазма постаје делом Велике Кнежевине Литваније и у њеним границама остаје све до 1493. када долази под власт Московске кнежевине, а потом и Руске Империје (1612). Године 1632. у граду је подигнуто утврђење „Велики доњи град“ (рус. Большой нижний город) чији остаци и данас стоје.
Вјазма је од 21. октобра 1654. до 10. фебруара 1655. била резиденција целокупног државног врха Русије. Наиме, по повратку из Смоленска са војском, цар Алексеј Михајлович је одлучио да остане у Вјазми пошто је у то време Москва била захваћена епидемијом куге. Заједно са царем, у граду је боравио и тадашњи патријарх Никон и сва државна свита, а за цареве потребе саграђено је и дрвено утврђење.
Током повлачења наполеонових трупа 1812. руска војска је управо код Вјазме нанела неколико тешких пораза Французима, а у знак сећања на те битке у граду су постављена два споменика.
Средином XIX века Вјазма је била важан трговачки центар, а град је био чувен по својим пекарама и занатским радњама у којима су се правили разни слаткиши. У граду је 30. августа 1869. отворена Александровска мушка класична гимназија, у то време највећа у целој Смоленској губернији.
Током Другог светског рата Вјазма се налазила на стратешки важној бојишници у вези са фашистичком Операцијом Тајфун чији крајњи циљ је било заузимање Москве. У јесен 1941. у околини Вјазме је деловало 37 дивизија Црвене армије, 9 тенковских бригада, 31 артиљеријски пук са укупно око 600.000 војника. Град је био у окружењу, а закључно са октобром 1941. погинуло је скоро 400.000 совјетских војника и цивила. Град је коначно окупиран од стране немачких трупа 7. октобра 1941. године. Недуго по заузимању града, Немци отварају два сабирна логора у које су депортовани ратни војни заробљеници и бројни цивили. Највећи логор се налазио у хангарима некадашње месне индустрије. Према проценама совјетских и руских државних служби, у оба логора је током рата убијено између 70 и 80 хиљада људи. Град је ослобођен 12. марта 1943. године. Град је током рата готово до темеља порушен.
У знак сећања на жртве из Другог светског рата, на месту масовне гробнице је 2009. отворен меморијални комплекс „Богородичино поље“, а граду је додељено службено одликовање Града славне војничке прошлости

## Демографија
Према подацима са пописа становништва 2010. у граду је живело 57.100 становника, док је према проценама за 2014. град имао 54.754 становника.
| 1897.  | 1959.  | 1970.  | 1979.  | 1989.  | 2002.  | 2010.  | 2014.  |
| ------ | ------ | ------ | ------ | ------ | ------ | ------ | ------ |
| 15.600 | 31.883 | 44.145 | 51.728 | 59.022 | 57.545 | 57.101 | 54.754 |

## Познати Вјаземљани
- Јулијана Вјаземска (страдала 1406) — хришћанска светитељка, супруга кнеза Симеона Мстиславовича Вјаземског;
- Александар Даргомижски (1813—1869) — руски композитор
- Павел Гроховски (1899—1946) — руски конструктор авиона
- Прослављени руски књижевник Михаил Булгаков, иначе лекар по професији, радио је као лекар у Вјазми од септембра 1917. до фебруара 1918. године.